# 505 (canción)
«505» es la duodécima y última canción del segundo álbum de la banda de indie rock Arctic Monkeys, Favourite Worst Nightmare.

## Composición
La canción contiene un fragmento del órgano de la banda sonora que Emilo Morricone, compuso para la película Il buono, il brutto, il cattivo, de Sergio Leone. Además, Miles Kane toca la guitarra en esta canción.

## Significado
Alex Turner contó que escribió la canción mientras viajaba solo en un tren, por la noche, desde Filadelfia a Nueva York, para encontrarse con la que entonces era su novia (Alexa Chung), quien lo esperaba en una habitación de hotel cuyo número era el 505. La letra hace referencia a la época de las primeras giras de la banda, durante las cuales permanecían separados por mucho tiempo hasta volver a verse.

## Personal

#### Arctic Monkeys
- Alex Turner: voz principal, teclados
- Jamie Cook: guitarra acústica
- Nick O'Malley: bajo
- Matt Helders: batería

#### Músicos adicionales
- Miles Kane: guitarra eléctrica